# Fawley (Berkshire)
Pour les articles homonymes, voir Fawley.
Fawley est une paroisse civile et un village du Berkshire, en Angleterre.